# Platanthera borneensis
Platanthera borneensis är en orkidéart som först beskrevs av Henry Nicholas Ridley, och fick sitt nu gällande namn av Jeffrey James Wood. Platanthera borneensis ingår i släktet nattvioler, och familjen orkidéer. Inga underarter finns listade i Catalogue of Life.